# (8439) Albellus
(8439) Albellus (2034 T-2) – planetoida z pasa głównego asteroid okrążająca Słońce w ciągu 5,61 lat w średniej odległości 3,16 au. Odkryta 29 września 1973 roku.